# З (паровоз)
Паровоз З — российский пассажирский паровоз с пароперегревателем и простой паровой машиной, переделанный из паровозов серии Ж. Паровозы строились в двух вариантах для Московско-Казанской и Юго-Восточной железных дорог. Было построено 24 паровоза в 1902, 1904, 1906 годах Коломенским заводом.